# Bank of Mauritius Tower

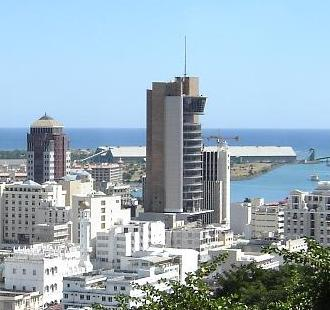
Vue de la tour.

La Tour de la Banque de Maurice (en anglais : Bank of Mauritius Tower) est un édifice mauricien situé à Port-Louis, la capitale du pays. D'une hauteur de 98 mètres, 124 mètres avec son mât, il s'agit de la tour la plus élevée de toute l'île Maurice. Elle abrite dans ses 22 étages le siège de la Banque de Maurice, la banque centrale du pays.
La tour a été construite par l'entreprise Loebl Schlossman & Hackl. Les travaux ont duré deux ans, de 2004 à 2006, année de l'inauguration.